# Lupparia testacea
Lupparia testacea är en kackerlacksart som först beskrevs av Morgan Hebard 1929.  Lupparia testacea ingår i släktet Lupparia och familjen småkackerlackor. Inga underarter finns listade i Catalogue of Life.